# Kununurra Airport
Kununurra Airport är en flygplats i Australien. Den ligger i kommunen Wyndham-East Kimberley och delstaten Western Australia, omkring 2 200 kilometer nordost om delstatshuvudstaden Perth.
Trakten runt Kununurra Airport är nära nog obefolkad, med mindre än två invånare per kvadratkilometer.. Närmaste större samhälle är Kununurra, nära Kununurra Airport. 
Omgivningarna runt Kununurra Airport är huvudsakligen savann. Genomsnittlig årsnederbörd är 1 136 millimeter. Den regnigaste månaden är februari, med i genomsnitt 283 mm nederbörd, och den torraste är augusti, med 1 mm nederbörd.